# Gastronomia de l'Horta
La cuina de l'Horta tracta sobre el menjar i les begudes típics de la cuina de l'Horta de València.
L'Horta és una comarca històrica que es troba en una situació privilegiada, entre la mar i l'Albufera de València, i disposada al voltant de la ciutat de València. Com el nom indica, és una zona de conreu molt productiu. Tot açò aporta una rica varietat d'ingredients a la seua cuina tradicional: hortalisses de l'horta, cítrics de Puçol, arrossos i anguiles de l'Albufera, i peix i marisc de la mar. A més a més és una cruïlla natural entre l'interior i la costa.
L'alt índex d'immigració a la ciutat de València ha introduït diverses novetats a la cuina tradicional local, sobretot en la forma de plats de tradició castellana. Tanmateix les comunitats xineses i llatinoamericanes, malgrat ser importants a la capital, no han tingut un sostingut impacte en la cuina de l'Horta, on la paella continua sent el plat més típic a la taula.
A continuació es detalla els elements més destacables de la gastronomia d'aquesta comarca:

## All i pebre
L'all i pebre és un plat tradicional de l'Horta que conjuga un suquet d'anguiles, creïlla i una escalivada d'hortalisses. Es pot degustar a tots els pobles de la rodalia de l'Albufera, d'on provenen les anguiles.

## Esgarrat
L'esgarrat (esqueixada) és una escalivada de pebreres esgarrades (d'on prové el nom) amanida d'oli d'oliva, all i trossos de bacallà salat. És un típic entremès que hom pot demanar a qualsevol bar o restaurant.

## Paella
La paella és el plat més identificat amb l'Horta, malgrat que el seu origen podria ser tant de la Ribera com de la Safor. En tot cas és l'arròs de l'Albufera l'element essencial per a considerar una paella com a "autèntica". La paella de l'Horta conté garrofó, tavella, bajoqueta (tipus roget i ferraura), conill i caragols.

## Paella de fetge de bou
Un endemisme de la cuina popular de l'Horta Nord és la Paella de Fetge de Bou, recepta típica de diverses localitats com Albalat dels Sorells, Alboraia, Almàssera, Borbotó, Massalfassar, Massamagrell, Meliana, Tavernes Blanques, feta amb arròs, fetge de bou, menúncies (lleterola, cor de vedella), cigrons i endívia. Es tracta d'una paella gustosa i contundent, típica de l'hivern. Antigament es cuinava a les cases dels llauradors de la comarca després de la matança, aprofitant les parts de l'animal que no es podien conservar.

## La coca
A l'Horta, la coca més típica és la coca de llauna. Són unes coques ensucrades sense cap farcit, amb una massa de bescuit i fetes en una llauna fonda, la qual els dona un aspecte rectangular. Poden ser tan grans o petites com permeta la placa de forn. Existeix també la coca d'ametlla, una coca dolça pareguda a la coca d'ametlla de la Plana i altres comarques valencianes.
Les coques salades més típiques de la costa com la coca de mullador o de bleda (de la Marina) i de tomàquet (de la Plana) també són presents als forns de la comarca, típicament en forma oval o quadrada i de 20 a 40 centímetres de llargada. Igualment s'hi pot trobar la coca amb xulla, més típica de l'Alt Palància i altres comarques de l'interior.

## Bunyols
Els bunyols són un dolç típic de tota la costa, fins a l'Empordà. Són unes postres d'origen àrab que tenen forma de boles de cinc centímetres. Al País Valencià, es fan amb una massa a la qual s'inclou carabassa. Es fregeix i es cobreix de sucre. A València aquests tenen un paper important dins de la festivitat de les Falles, on es menja al carrer. Tanmateix quan es comercialitza, sovint es prescindeix de la carabassa per tal d'abaratir el producte final. Actualment les "bunyoleres" que els venen al carrer els fan en dues versions : la "normal", bunyols fets de rent i farina; i els de carabassa.

## Fartons
Els fartons són rotllos allargassats de massa pastissera passats pel forn i espolsats de sucre. Ocasionalment porten xocolate o crema dins, si bé són variacions més recents. Els fartons acompanyen l'orxata (vegeu avall) i són originals d'Alboraia.

## Mocadorà de Sant Donís

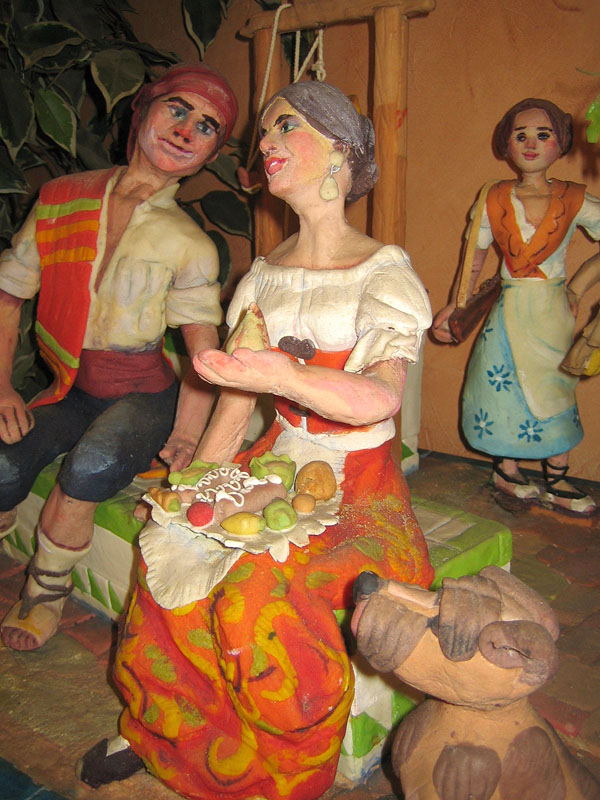
Ninots de massapà, part d'un aparador d'una pastisseria. És tradicional la creació de decoracions a base de massapà per al dia de Sant Donís.

La Mocadorà és un regal de dolços que es fa el dia de Sant Donís, que és també la Diada del País Valencià, típic de València i els pobles de l'Horta. Són massapans en formes de fruites i hortalisses, presentats en un mocador decoratiu als estimats. Fins i tot hi ha un premi per millor mocadorà i millor aparador que guanya un forn cada any. A la mocadorà també s'inclouen altres dos figures : el tronador i la piuleta.

## Altres dolços
Altres dolços de la comarca són la Corona, a base de massapà, ou, ametlla, bescuit i sucre amb fruita escarxada; els pastissets de moniato; el coquet, una mena de panellet de coco; les tortes d'ametlla i canyella; mantegades i rosquilles.
Entre els dolços de fora de la comarca presents a les pastisseries de València són els pestinyos, una pasta seca d'anís i taronja; i els rosegons, pareguts als carquinyolis i fets a base d'ametlla i suc de llima; ensaïmades, xuixos, croissants, xurros, bunyols, mil fulles, palmeres, caragols de xocolate, i més.

## Altres plats típics
- Caragols i allioli
- Arròs amb bacallà, acompanyat de cigrons o floricol.[1]
- L'Hortana, amb albergínia, carxofa i faves, alls tendres, pèsols i garrofó.[1]
- Fetge de bou amb cigrons i endívies.[1]
- Rossejat -que no rossejat, el plat d'arròs de les comarques centrals- (gratinat amb botifarra de ceba, botifarra blanca, garreta de vedella, peus de porc i pilotes).[1]

## Begudes típiques
- Orxata. És una beguda no-alcohòlica originària d'Alboraia, a l'Horta Nord, popular a tota la comarca i més enllà, feta a base de la xufa, aigua i sucre. La xufa es cultiva a la mateixa horta d'Alboraia i hi té denominació d'origen. L'orxata és una de les nostres begudes més comercialitzades, al costat del cava. Es pren majorment a l'estiu, fresca o granissada, a terrasses de la capital i d'Alboraia, on existeixen diverses orxateries famoses; fins i tot la beguda ha donat nom a l'avinguda principal del poble.[1]

- Aigua de València. Una altra beguda famosa, beguda arreu del món amb el nom anglès de ‘'Buck's Fizz. Es tracta d'una mixta de suc de taronja, xampany i vodka. Es comercialitza sobretot a la capital, en forma d'atracció turística.

## Ingredients bàsics
- Hortalisses i llegums de tota classe: xufa, all, tomàquet, albergínia, pebrera, creïlla (patata), carxofa, fava, bajoca, ceba, calçot, penca, fesols de careta, pèsols, bleda, nap i col.
- Taronja i llima, típiques de Puçol.
- Meló de Foios.
- Arròs de l'Albufera.
- Anguiles de l'Albufera.
- Bacallà de la mar.